# Podlužan
 Podlužan  falu Horvátországban Zágráb megyében. Közigazgatásilag Dubravához tartozik.

## Fekvése
Zágrábtól 45 km-re keletre, községközpontjától 2 km-re délkeletre, a Vrbovecről Csázmára menő főút mellett, a megye keleti határán fekszik.

## Története
1857-ben 159, 1910-ben 350 lakosa volt. Trianonig Belovár-Kőrös vármegye Križi járásához tartozott. 
2001-ben 185  lakosa volt.

## Lakosság
| Lakosság változása | Lakosság változása | Lakosság változása | Lakosság változása | Lakosság változása | Lakosság változása | Lakosság változása | Lakosság változása | Lakosság változása | Lakosság változása | Lakosság változása | Lakosság változása | Lakosság változása | Lakosság változása | Lakosság változása |
| ------------------ | ------------------ | ------------------ | ------------------ | ------------------ | ------------------ | ------------------ | ------------------ | ------------------ | ------------------ | ------------------ | ------------------ | ------------------ | ------------------ | ------------------ |
| 1857               | 1869               | 1880               | 1890               | 1900               | 1910               | 1921               | 1931               | 1948               | 1953               | 1961               | 1971               | 1981               | 1991               | 2001               |
| 159                | 143                | 186                | 259                | 321                | 350                | 347                | 314                | 282                | 283                | 253                | 195                | 176                | 167                | 185                |

## Külső hivatkozások
Dubrava község hivatalos oldala